# Джон Шерман
Джон Шерман (англ. John Sherman; 10 травня 1823 — 22 жовтня 1900) — американський політик, член Палати представників США, сенатор від штату Огайо, 35-й Державний секретар, 32-й міністр фінансів США.

## Біографія
Джон Шерман народився в Ланкастері, штат Огайо, у сім'ї судді Чарльза Роберта Шермана та його дружини Мері Хойт Шерман. Після смерті чоловіка в 1829 році за Мері та її одинадцятьма дітьми став піклуватися брат Чарльза, Вільям. Освіту Джон здобув у звичайній школі. Після її закінчення він вступив до академії в Огайо, але, отримавши роботу інженера з проєктування каналів, облишив навчання. Пізніше почав вивчати право й у 1844 році був прийнятий у колегію адвокатів. У 1848 році Шерман одружився з дочкою судді штату Огайо, Сесілією Стюарт.
Після одруження Шерман зацікавився політикою. У 1848 році він був делегатом на Національній конвенції партії вігів. У 1854 році Джон Шерман був обраний до Палати представників штату Огайо. У 1860—1861 роках Шерман займав пост голови податкового комітету Палати представників.
З 1877 по 1881 рік Джон Шерман був міністром фінансів США. У 1880 році він балотувався на пост президента США, але програв Джеймсу Гарфілду. Після перебування на посаді міністра фінансів Шерман повернувся в Сенат. C 1886 по 1893 і з 1895 по 1897 рік був головою сенатського комітету з міжнародних відносин.
З грудня 1885 по січень 1886 року, через смерть Томаса Гендрікса, Джон тимчасово виконував обов'язки віце-президента США.